# Jessica Clémençon
Jessica Clémençon est une joueuse française de basket-ball née le 23 mai 1989 à Saint-Vallier (Drôme). Avant de tenter une carrière professionnelle, elle rejoint le championnat universitaire canadien.

## Biographie
« Je suis passée par le CREPS de Voiron pendant 2 ans. Je jouais en même temps à Annonay en Minimes France. Ensuite j’ai intégré l’INSEP pour une année et j’ai participé aux championnats d’Europe des moins de 16 ans ou nous avons terminé deuxièmes. J’ai ensuite rejoint le club de Voiron en NF2. La première année nous avons gagné la coupe de France cadettes. La deuxième année nous avons fini championnes de NF2 et nous sommes donc montées en NF1. J’ai joué avec Voiron 2 saisons en NF1 et cet été j’ai participé aux championnats d’Europe où nous avons gagné la médaille d’or avec les moins de 20.»
Clemençon désire se rendre au Canada dans le cadre d'un programme d'échange pour poursuivre ses études universitaires en anglais. Ne connaissant pas l'Université de Windsor ni que celle-ci possède un programme de basket-ball hautement coté, c'est après une correspondance par courriel (e-mail avec l'entraîneur-chef Chantal Vallée, qui est originaire de Montréal, et qui parle la langue française), qu'elle prend sa décision de rejoindre cette université.
« On traverse l’océan sans même savoir ce qui nous attend. Je me rappelle que j’étais très nerveuse mais je me suis sentie vite rassurée en arrivant à Windsor. » .
Intégrée aux Lancers de l'Université de Windsor, elle aide son équipe à conquérir le championnat de l'Ontario University Athletics (OUA) en 2009-10. Nommée meilleure recrue du championnat canadien, elle atteint la finale nationale. Elle marque 21, 16 et 14 points pour son équipe lors des trois derniers matches. La finale est remportée par Simon Fraser University 77-56.
La saison suivante, en 2010-11, Clemençon mène la ligue OUA au score, récoltant 419 points en 22 matchs, tout en ajoutant 45 passes. Après avoir terminé la saison régulière parmi les meneuses OUA dans presque toutes les catégories de statistiques, y compris la moyenne la plus élevée de points par match des OUA, soit 19 points, c’est elle qui marque le plus de points (17) lors de la finale de l’Ontario et aide son équipe à conquérir de nouveau le championnat OUA,. Clémençon est alors élue joueuse de l'année OUA et nommée dans l'équipe de la OUA. Elle participe au match des étoiles de l'Ontario,.
En plus de la conquête de ce championnat provincial, elle remporte avec Windsor le championnat universitaire canadien 2011 face à Saskatchewan et est désignée joueuse de l'année. De plus elle est récipiendaire du prix BLG 2011 à titre d'athlète féminine du Sport interuniversitaire canadien,.
Fin avril 2014, elle signe pour deux saisons à Angers en LFB. Après une seule saison en Anjou avec un rôle limité (2,3 points et 1,9 rebond pour 2,1 d'évaluation en 13 minutes de moyenne), elle signe pour le COB Calais qui a obtenu son maintien en Ligue féminine.
En juin 2017, elle s'engage pour le club de Colomiers en Nationale 1, après avoir disputé la saison 2016-2017 en Ligue 2 avec Roanne.

## Palmarès

### Sélections nationales
- Championnat d'Europe cadettes 2005
- Médaille d'or au championnat d'Europe U20 2009[21],[22]

### Clubs
- Vainqueur de la coupe de France cadette avec Voiron lors de la saison 2005/2006
- Vice-championne de France cadettes 2005/2006
- Championne de France de Nationale 2 2006/2007
- Vice-championne de France cadettes 2006/2007
- Championnat provincial saison 2009-10 du Ontario University Athletics (OUA)
- Médaille d'argent comme finaliste du championnat universitaire canadien 2010
- Championnat provincial saison 2010-11 du Ontario University Athletics (OUA)
- Vainqueur du championnat universitaire canadien 2011
- Championnat provincial saison 2011-12 du Ontario University Athletics (OUA)
- Vainqueur du championnat universitaire canadien 2012
- Championnat provincial saison 2012-13 du Ontario University Athletics (OUA)
- Vainqueur du championnat universitaire canadien 2013
- Championnat provincial saison 2013-14 du Ontario University Athletics (OUA)
- Vainqueur du championnat universitaire canadien 2014

### Distinctions personnelles
- MVP de la finale de la coupe de France cadette de la saison 2005/2006
- Rookie of the Year (recrue de l'année) du championnat universitaire canadien 2010
- Joueuse MVP du championnat universitaire canadien 2011
- Athlète féminine de l'année 2011 du Sport interuniversitaire canadien (SIC) (tous les sports confondus)